# Beatus Morgan
El Beatus Morgan, també anomenat de Beatus de Escalada, pel monestir que l'encomanà (San Miguel de Escalada a Gradefes, Lleó), o Beatus de Magius, pel seu copista, és un manuscrit il·luminat que conté el comentari a l'Apocalipsi de Beat de Liébana. Fou produït a mitjans del segle x (940-945). Es conserva a la Pierpont Morgan Library amb la signatura M 664.

## Història
El colofó del còdex porta la signatura de Magius, que es titula archipictor; és l'il·luminador que treballà al scriptorium de San Salvador de Tábara (Tábara, Zamora), on consta que morí el 968. També fou autor del beatus de Tábara fins a la seva mort. El còdex porta també una data xifrada que no s'ha acabat de desxifrar amb precisió (potser 922 o 926 que, de totes maneres, semblen dates molt primerenques). Sembla més aviat que cal datar la producció del manuscrit a mitjan segle x. Es tracta, per tant, d'un dels beatus més antics. Tal com consta en el mateix còdex, fou encarregat per a l'abadia de San Miguel per l'abat Víctor. Tot i que hi ha altres abadies sota l'advocació de Sant Miquel a la zona, el consens comú és que es tracta de San Miguel de Escalada.
Fins al segle xix el manuscrit estava a Espanya. Se'n té notícia el 1566, quan l'arquebisbe Martín Pérez de Ayala el llega a l'orde de Santiago a Uclés. El 1837, amb les desamortitzacions, va acabar en mans de diversos comerciants. A mitjans del XIX el va comprar Bertran, earl of Ashburnham, al lladre de manuscrits i llibres rars Guglielmo Libri; i després fou comprat a aquest per Herny Yates Thompson el 1897; d'aquí que a vegades se l'anomeni també Beatus Thompsonià. Finalment, la Pierpont Morgan Library el va comprar, a través d'un intermediari, el 1919 en una subhasta a Sotheby's.

## Descripció
El còdex consta de 300 folis de pergamí de bona qualitat, de 387 x 285 mm. Estan escrits en minúscules visigòtiques a dues columnes de 34 o 35 línies cadascuna. Hi intervingueren diversos escribes. Hi ha 68 miniatures a pàgina completa (algunes a doble pàgina) i 48 de mida més petita, a més de les inicials ornades i altres ornaments. Les il·luminacions d'aquest beatus suposen, per la seva època, una innovació. El mapamundi es troba als folis 33v-34r.
El text conté el Comentari a l'Apocalipsi (fol. 1-233), un text d'Isidor de Sevilla (fol. 234-237), el comentari de Sant Jeroni sobre el Llibre de Daniel (fol. 238v-292v) i encara un comentari sobre el text de Beatus (fol. 294-299).

## Galeria

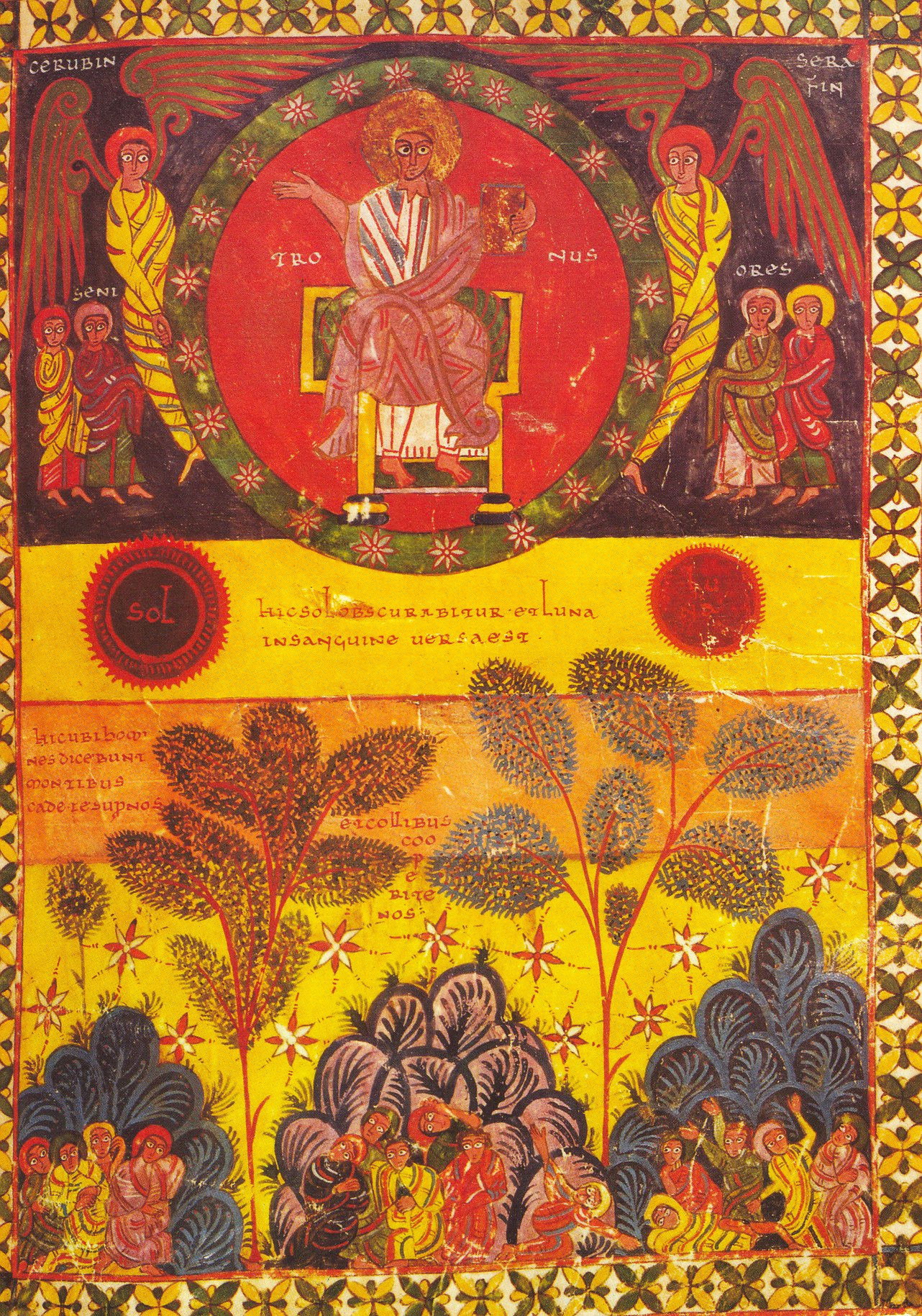
Foli 112r; el sisè segell
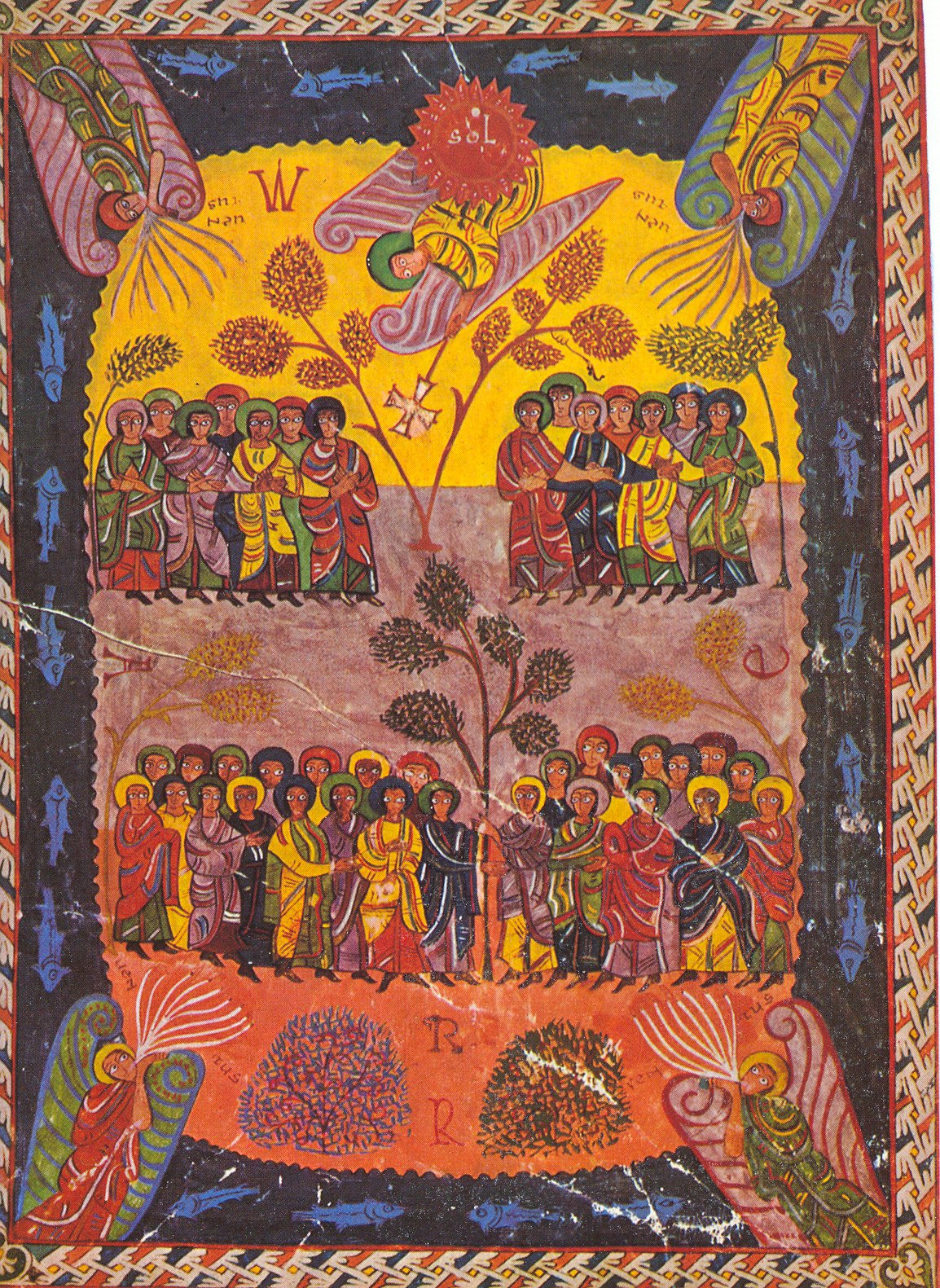
Foli 115v; l'Àngel i el Sol
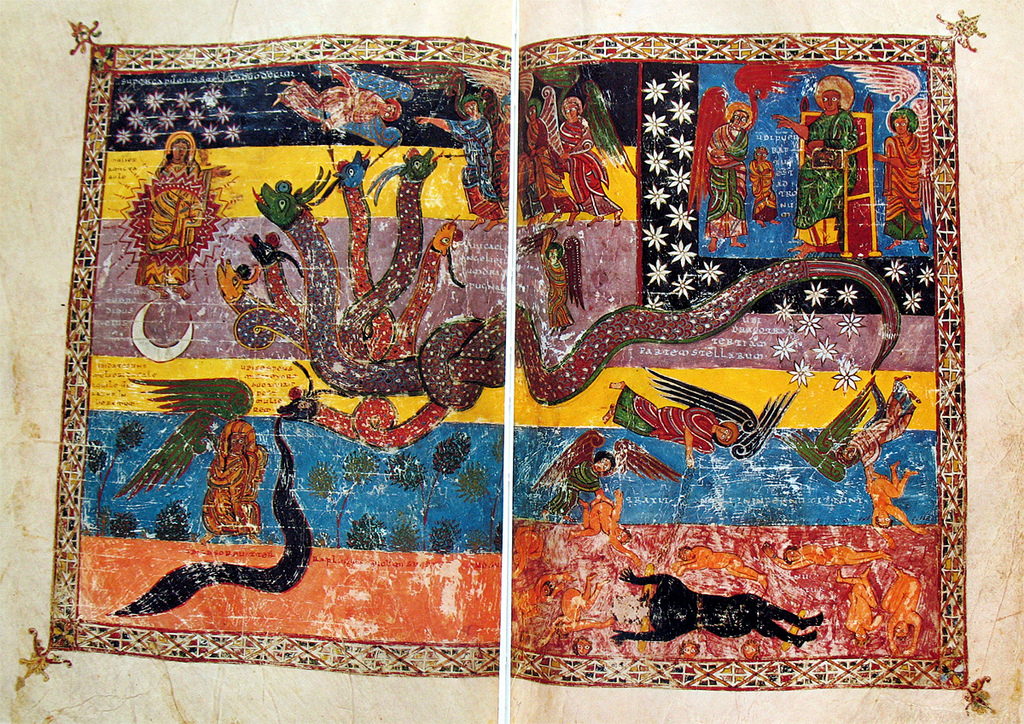
Foli 152v-153r; la dona vestida de sol
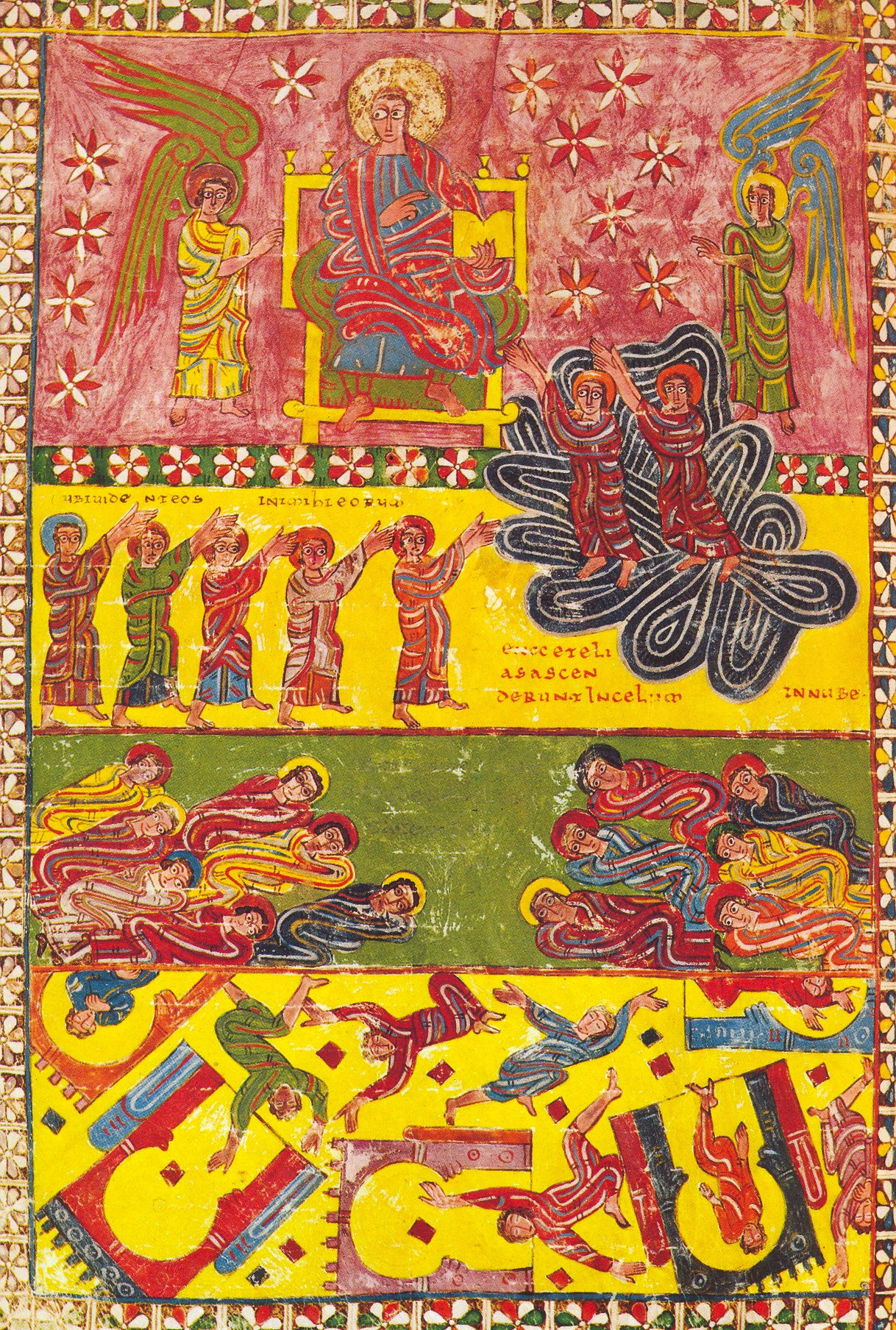
Foli 154v; l'Ascensió dels dos testimonis
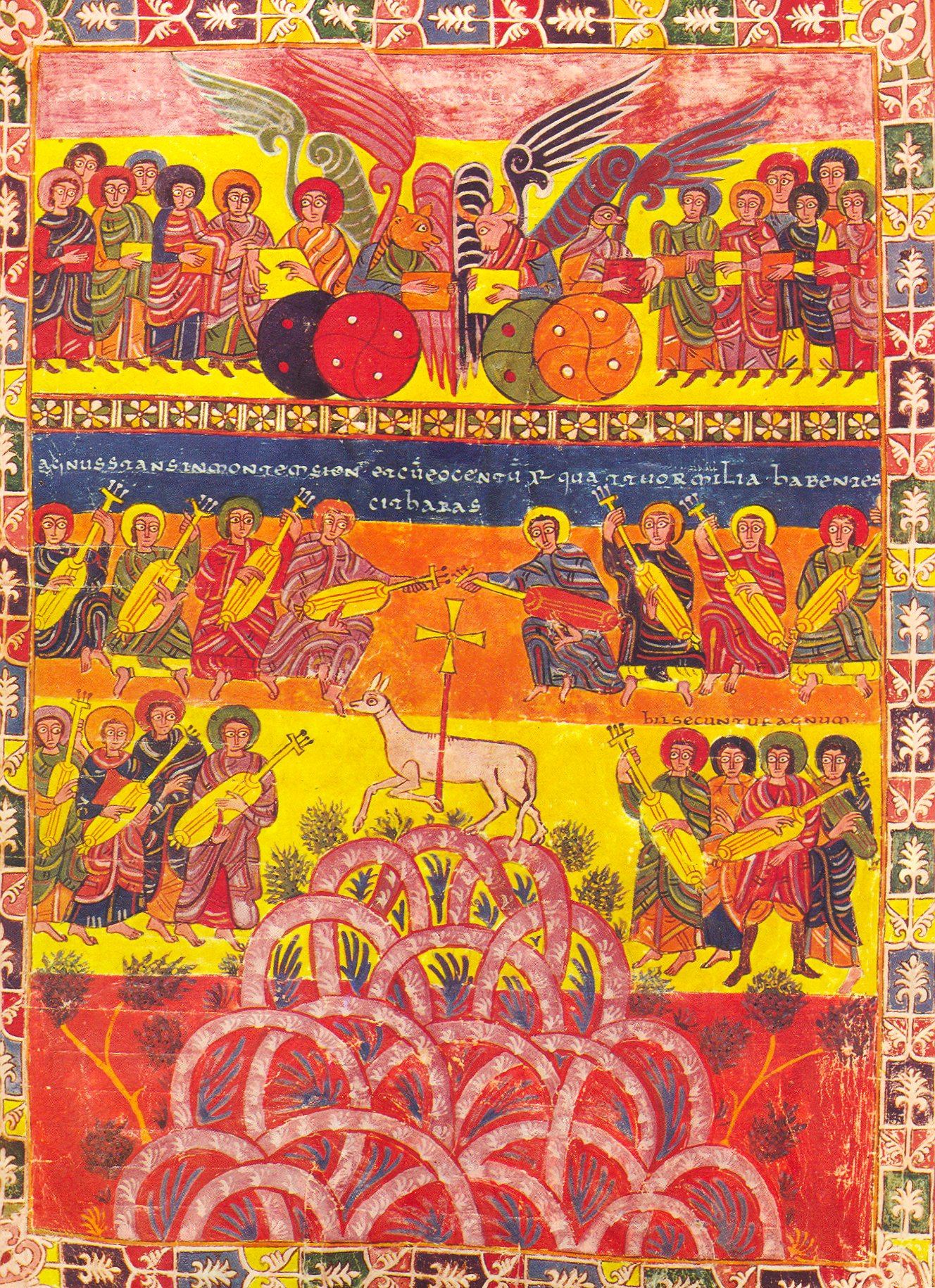
Foli 174v; l'Anyell sobre el mont Sió
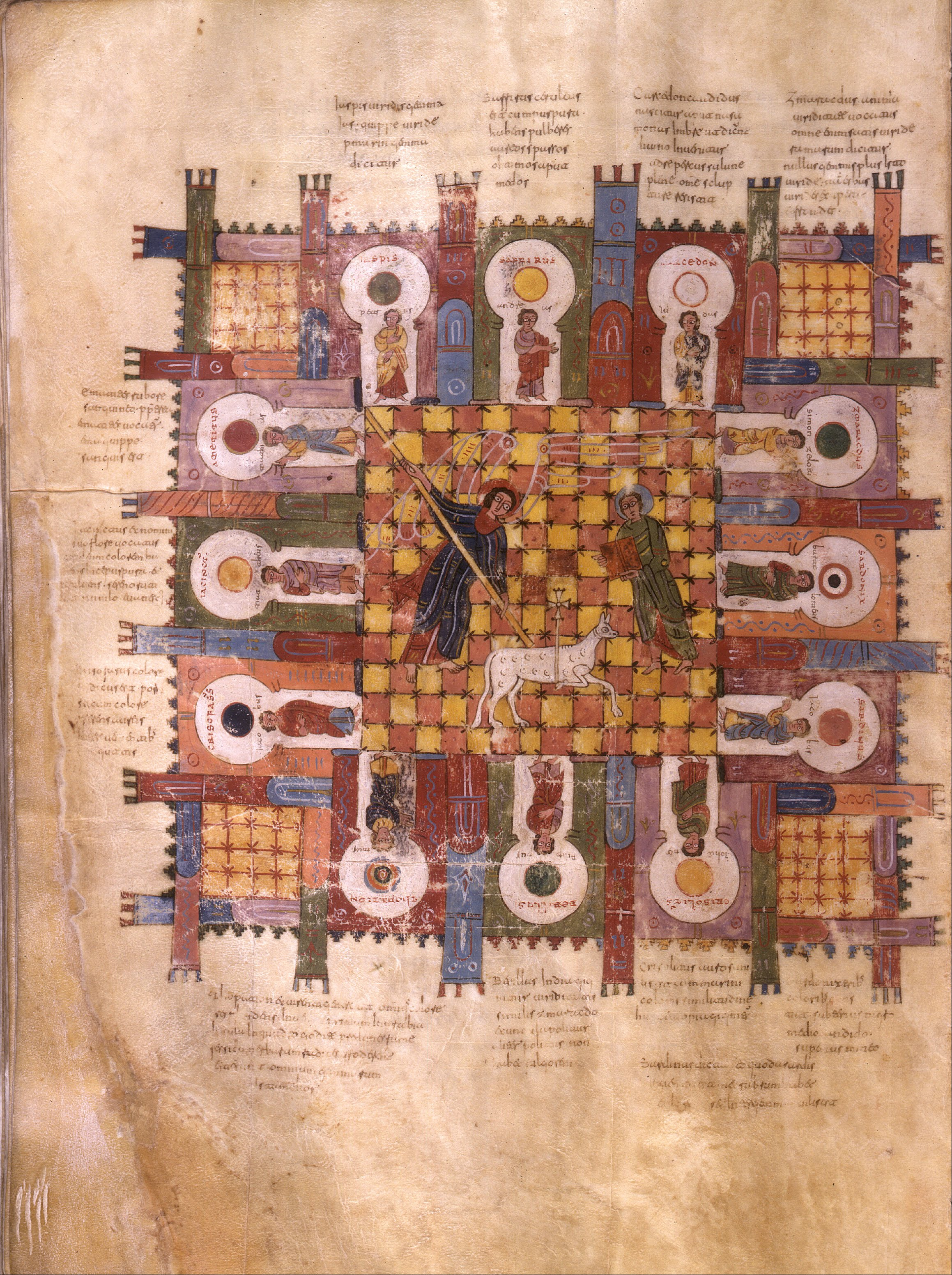
Foli 222v; mesura de la Nova Jerusalem
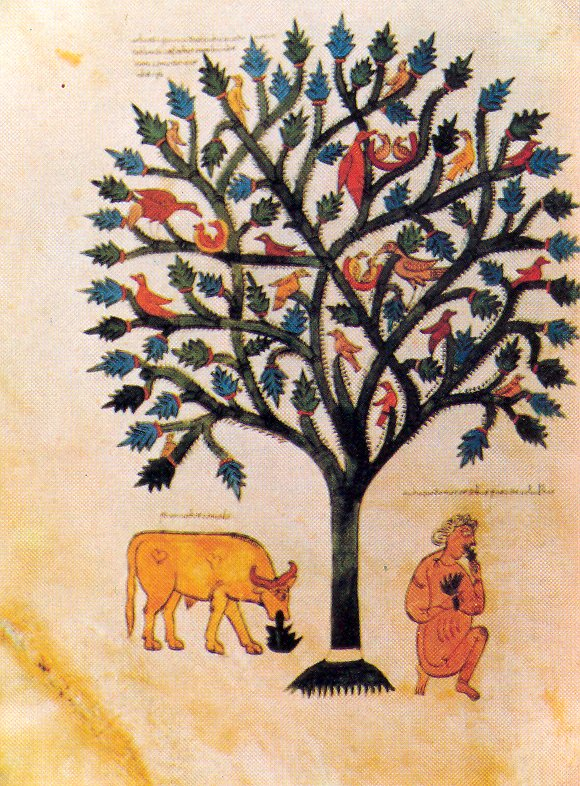
Foli 252v; interpretació del somni de Nabucodonosor